# Elisa Hall de Asturias
Pour les articles homonymes, voir de Asturias.
Elisa Hall de Asturias, née le 26 février 1900 et morte le 20 mai 1982, est une écrivaine et intellectuelle guatémaltèque. Dans les années 1930, elle est l'autrice de Samilla de mostaza, devenu source de controverse depuis. Le climat sexiste de l'époque a induit l'idée qu'elle ne pouvait pas être l'autrice de ce livre, devenu un pilier du patrimoine littéraire guatémaltèque. En 2001-2012, de nouvelles recherches ont prouvé qu'elle en était bien l'autrice.

## Biographie
María Laura Elisa Hall Sánchez est née le 26 février 1900 à Guatemala de Guillermo Francisco Hall d'Avilés, un poète, traducteur et universitaire, et de sa femme, Elisa Sanchez,. Elle est la seule fille d'une fratrie de six enfants et grandit dans un milieu intellectuel au service de l'éducation et de la littérature. Elle commence à écrire à l'âge de douze ans, encouragée par son frère Guillermo Roberto Hall, poète comme son père.
Précoce, Hall entretient une correspondance dès 1917 avec de grands noms de la littérature comme le poète salvadorien Juan J. Cañas, Alberto Masferrer, Fences Redish (sous le pseudonyme du Dr Manuel Valladares Rubio), Salomón de la Selva, Emilia Serrano de Wilson (es) ou encore, José Ramón Uriarte. Cet environnement culturel vient de son père, un des membres fondateurs de l'Académie de Langue guatémaltèque ; son grand-père, Edward Hall, était un poète et pianiste britannique ; ses cousins, Francisco Fernandez et Maximo Soto Hall sont écrivains et poètes ; et sa nièce, Francisca Fernandez Hall sera la première femme diplômée d'Amérique centrale.
Sous la présidence de Manuel Estrada Cabrera, la famille est contrainte à l'exil, au Honduras — son père étant né à Comayagua — puis au Salvador. La famille arrive au Salvador en août 1913 et y vit toujours lors du tremblement de terre de 1917. Cet événement les pousse à rentrer au Guatemala mais, en décembre de la même année, la ville de Guatemala est elle aussi victime d'un tremblement de terre qui en détruit une partie. Le seul désir de Hall est d’intégrer l'école de médecine mais elle n'y est pas autorisée du fait de son sexe.
À la fin des années 1920, Hall rencontre son futur mari, José Luis Asturias Tejada, fils d'Antonio Acisclo Asturias et d'Elisa Tejada de Asturias. Le jeune couple se marie le 3 février 1923, et elle passe les années suivantes avec la famille Asturias, étudiant la littérature. Son beau-père possède une grande bibliothèque et est le généalogiste de sa famille. Il tient des registres méticuleux depuis l'arrivée de leur premier ancêtre en Amérique centrale, Sancho Alvarez de Asturias, au XVIIe siècle. La lecture de ces documents inspire Hall dans l'écriture d'un roman historique basé sur cette vie.
Selon sa famille, Hall est en avance sur son temps. Elle est la première femme à obtenir un permis de conduire au Guatemala et la dixième personne du pays à obtenir ce permis. Elle est également considérée comme  la première femme pilote.

### Fin de vie
Si à l'origine Hall prévoit un troisième tome à sa série, elle sort fatiguée des attaques du petit groupe de ses détracteurs, perd son intérêt pour l'écriture et décide de se consacrer à la peinture à l'huile, à l'aquarelle et au jardinage.
En 1944, Hall de Asturias forme la Unión Femenina Guatemalteca Pro-ciudadanía (« Union des femmes guatémaltèques pour la citoyenneté ») avec Angelina Acuña de Castedañeda, Berta Corleto, Gloria Mendez Mina de Padilla, Rosa de Mora, Irene de Peyré et Graciela Quan pour favoriser la reconnaissance de leurs droits civils, y compris le droit de vote pour les femmes alphabétisées. Après le coup d’État de 1944, la nouvelle Constitution, promulguée le 1er mars 1945, offre le droit de vote à tous les citoyens alphabétisés dont les femmes. En 1947, elle participe à l'organisation de la Primer Congreso Interamericano de Mujeres (Première congrès interaméricaine des femmes) à Guatemala le 27 août, avec pour thème principal l'égalité des sexes.
Elle a 60 ans quand elle commence à étudier le français et passe alors son temps à lire des livres, des encyclopédies et des magazines. Elle écrit également quelques vers libres de poésie. Être reconnue comme autrice de Semilla de Mostaza devient une obsession pour elle et en 1961, elle compile les sources qu'elle a utilisées pour son travail.
Elisa Hall de Asturias meurt dans la ville de Guatemala, le 20 mai 1982, entourée de sa famille.

## Œuvres littéraires

### Madre maya
Dans le milieu des années 1920, Hall a écrit un roman intitulé Madre maya (« La Mère maya »). Pendant la controverse sur Semilla de Mostaza, Napoléon Viera Altamirano, directeur du journal Diario de Hoy de San Salvador déclare qu'il savait que Hall était en train d'écrire Madre maya depuis 1928 par des discussions avec Alberto Masferrer. Le livre analyse les effets de l’alcoolisme sur la société et la façon dont les normes sociales et les préjugés sur l'alcool ont créé des discriminations au Guatemala.

### Semilla de Mostaza
Hall inscrit dans son journal qu'elle a commencé à travailler sur Semilla de Mostaza le « 5 février 1937 et a terminé le 3 février 1938, à 3 h 38 de l'après-midi ». Étant donné que sous la dictature de Jorge Ubico Castañeda, très peu de publications étaient autorisées sans l'aval du gouvernement, le père de Hall présente les premiers chapitres de l'ouvrage de sa fille à l'Académie de Langue guatémaltèque en mai 1937, dans l'espoir d'avoir du soutien pour une publication future. Le président approuve alors la publication et le père et le frère de Hall l'aident à établir le tapuscrit.
La première édition, en 1 150 exemplaires, de Semilla de Mostaza est imprimée en octobre 1938 à la National Printing Company et est illustrée avec des photos de l'autrice. Le livre sème la stupeur chez ses lecteurs ; beaucoup en font un chef-d'œuvre du niveau de Lope de Vega, Luis de Gongora ou Miguel de Cervantes enrichissant la littérature guatémaltèque — Federico Hernandez de Leon publie une critique favorable dans Diaro de Centro America le 12 octobre 1938 ; d'autres mettent en doute le fait qu'il ait vraiment été écrit par une femme, ou toute personne sans formation scolaire.
Il y eut beaucoup d'hypothèses à propos de l'auteur du livre. Certains pensent que Hall de Asturias a tapé un ancien manuscrit ; que Miguel Ángel Asturias est l'auteur de l'œuvre, ; que Miguel Ángel Asturias a servi de « prête-plume » ; ou que Hall a écrit le livre. Le débat fait rage dans la presse guatémaltèque pendant plus de deux ans, avec des articles dans El Imparcial, Nuestro Diario et El Libéral Progresista. La controverse s'étend jusqu'au Salvador, à l'Argentine et même en Espagne. La majorité des arguments se concentrent sur le fait que Hall était une femme et au plus fort de la polémique, le livre fut mis à l'arrière-plan, les intellectuels étant plus intéressés à montrer leurs compétences en linguistique et en histoire.

### Mostaza
Après avoir essayé de discuter et de rencontrer ses adversaires, Hall décide que sa meilleure défense est d'écrire un deuxième volume de la vie de Sancho Álvarez de Asturias. Mostaza (« Moutarde ») est publié en octobre 1939 avec l'espoir de mettre fin aux attaques sur ses capacités littéraires. À la sortie de Mostaza, ses détracteurs changent de tactique : au lieu de réfuter la maternité de l'œuvre, ils décident de le décrire comme de qualité inférieure.
En 1977, Orlando Falla Lacayo relance le débat en publiant Algunas observaciones sobre la novela Semilla de mostaza de Elisa Hall avec la conclusion qu'Elisa Hall de Asturias ne pouvait pas avoir écrit ces livres, étant donné le degré élevé de connaissance de l'ancien espagnol que l'on y retrouve. En 2011, la philologue espagnole Gabriela Quirante Amores, après trois ans de vie au Guatemala et une année d'étude sur la série Mostaza et sur le premier roman de Hall, conclut que Hall a écrit ces livres. Elle critique le sexisme des années 1930 au Guatemala qui entraînait un refus de la reconnaissance des compétences des femmes. En 2012, la thèse de master de Quirante Semilla de mostaza (1938): polémica sobre la autoría y análisis interpretativo de la obra est présentée lors d'un tribunal littéraire de Estudios de Literatura e Hispanoamericana de l'Université d'Alicante qui lui a reconnu la maternité de l'œuvre.